# Peltier-Element
Ein Peltier-Element [pɛl.tje] ist ein elektrothermischer Wandler, der basierend auf dem Peltier-Effekt (nach Jean Peltier, 1785–1845) bei Stromdurchfluss eine Temperaturdifferenz oder bei Temperaturdifferenz einen Stromfluss (Seebeck-Effekt) erzeugt. Peltier-Elemente können sowohl zur Kühlung als auch zum Heizen verwendet werden. Eine übliche Abkürzung für Peltier-Elemente und Peltier-Kühler ist TEC (engl. thermoelectric cooler).

## Prinzip, Grundlagen

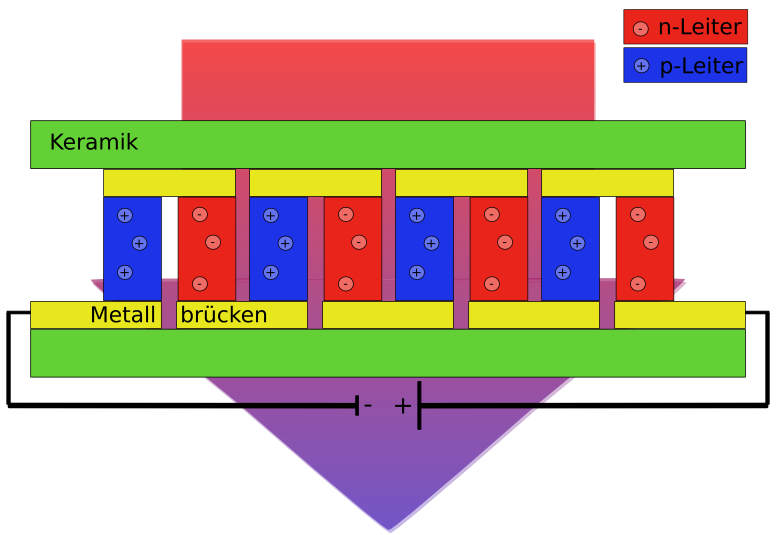
Schematische Zeichnung eines Peltier-Elements

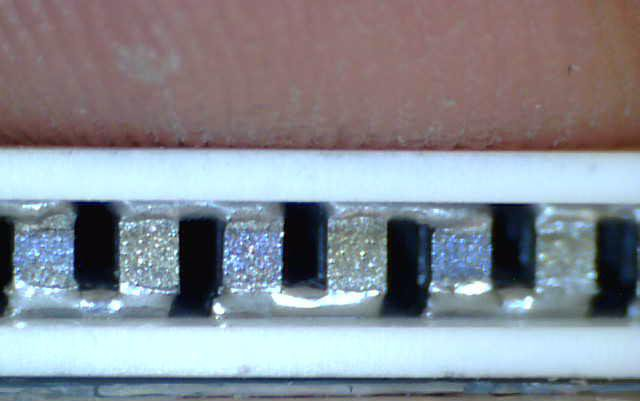
Seitenansicht eines Peltier-Elements. Der elektrische Strom fließt durch die quaderförmigen Halbleiter zwischen Ober- und Unterseite

Grundlage für den Peltier-Effekt ist der Kontakt von zwei Halbleitern, die ein unterschiedliches Energieniveau (entweder p- oder n-leitend) der Leitungsbänder besitzen. Leitet man einen Strom durch zwei hintereinanderliegende Kontaktstellen dieser Materialien, so muss an der einen Kontaktstelle Wärmeenergie aufgenommen werden, damit das Elektron in das energetisch höhere Leitungsband des benachbarten Halbleitermaterials gelangt, folglich kommt es zur Abkühlung. An der anderen Kontaktstelle fällt das Elektron von einem höheren auf ein tieferes Energieniveau, so dass hier Energie in Form von Wärme abgegeben wird.
Da n-dotierte Halbleiter ein niedrigeres Energieniveau des Leitungsbandes aufweisen, erfolgt die Kühlung dabei an der Stelle, an der Elektronen vom n-dotierten in den p-dotierten Halbleiter übergehen (technischer Stromfluss also vom p-dotierten zum n-dotierten Halbleiter).
Der Effekt tritt auch bei Metallen auf, ist hier jedoch sehr gering und wird fast vollständig durch die Verlustwärme und die hohe Wärmeleitfähigkeit überlagert.
Ein Peltier-Element besteht aus zwei oder mehreren kleinen Quadern je aus p- und n-dotiertem Halbleitermaterial (Bismuttellurid, Siliciumgermanium), die abwechselnd oben und unten durch Metallbrücken miteinander verbunden sind. Die Metallbrücken bilden zugleich die thermischen Kontaktflächen und sind durch eine aufliegende Folie oder eine Keramikplatte isoliert. Immer zwei unterschiedliche Quader sind so miteinander verbunden, dass sie eine Reihenschaltung ergeben. Der zugeführte elektrische Strom durchfließt alle Quader nacheinander. Abhängig von Stromstärke und -richtung kühlen sich die oberen Verbindungsstellen ab, während die unteren sich erwärmen. Der Strom pumpt somit Wärme von einer Seite auf die andere und erzeugt eine Temperaturdifferenz zwischen den Platten.
Die gebräuchlichste Form von Peltier-Elementen besteht aus zwei meist quadratischen Platten aus Aluminiumoxid-Keramik mit einer Kantenlänge von 20 mm bis 90 mm und einem Abstand von 3 mm bis 5 mm, zwischen denen die Halbleiter-Quader eingelötet sind. Die Keramikflächen sind hierzu an ihren zugewandten Flächen mit lötbaren Metallflächen versehen.
Ohne weitere Maßnahmen kann die Wärmedifferenz zwischen der kalten bzw. heißen Seite des Peltier-Elements und der Umgebung (z. B. Luft) hauptsächlich nur über Wärmestrahlung ausgeglichen werden, viel weniger durch Konvektion. Die zwischen der heißen und der kalten Seite transportierte Wärmemenge bleibt aber gleich, und somit auch die Temperaturdifferenz. Die Temperaturdifferenz zwischen den beiden Seiten kann, je nach Element und Strom, bei einstufigen Elementen bis ca. 70 Kelvin betragen.
Erhöht man auf einer Seite die Konvektion mittels eines aufgesetzten Kühlkörpers mit Ventilator, so wird sich auf dieser Seite eine Temperatur näher an der Umgebungstemperatur einstellen. Die Temperatur auf der anderen Seite wird entsprechend weiter von der Umgebungstemperatur abweichen. Ein Heizwiderstand kann Strom sehr viel einfacher in Wärme umwandeln, daher ist der Kühleffekt die interessantere Aufgabe eines Peltier-Elements und so wird typischerweise die heiße Seite aktiv belüftet, um den Kühleffekt zu verstärken.
Die Umkehrung des Peltier-Effekts ist der Seebeck-Effekt. So ist es möglich, durch Herstellen einer Temperaturdifferenz zwischen den beiden Seiten eines Peltier-Elements elektrische Spannung zu erzeugen (siehe auch Thermoelektrischer Generator, Energy Harvesting).

### Effizienz
Wichtige Faktoren für die Effizienz (ähnlich dem Wirkungsgrad) eines Peltier-Elements sind Wärmeleitfähigkeit und spezifischer Widerstand des verwendeten Halbleitermaterials. Der erzeugte Wärmestrom ist proportional zum elektrischen Strom. Durch die Temperaturdifferenz zwischen den Seiten entsteht im Element ein Wärmerückstrom, und zwar proportional zur Temperaturdifferenz und zur Wärmeleitfähigkeit. Durch den fließenden Strom entsteht Verlustwärme, die quadratisch mit der Stromstärke steigt und proportional zum spezifischen Widerstand ist. Die Effizienz (Leistungszahl) als Verhältnis von eingesetzter elektrischer Energie zu nutzbarem Wärmestrom sinkt daher – eine Verdoppelung des elektrischen Stroms verdoppelt den Wärmestrom, aber vervierfacht die Verlustwärme. Der Wärmerückstrom kann reduziert werden, wenn für effiziente Wärmeleitung an den Außenflächen (Kühlkörper, Ventilation) gesorgt wird, und damit auch die Temperaturdifferenz gering gehalten wird.
Zusammenfassend sinkt die Effizienz mit steigendem Strom und steigt mit guter Wärme-Zu- und Ableitung.

## Vor- und Nachteile
Die größten Vorteile eines Peltier-Elements sind die geringe Größe, das geringe Gewicht, die Vermeidung jeglicher bewegter Bauteile, Gase und Flüssigkeiten. Für kleine zu kühlende Volumina sind Peltier-Elemente auch oft die kostengünstigste Möglichkeit in der Anschaffung. Eine Kältemaschine benötigt dagegen immer ein Kältemittel und in den meisten Fällen einen Kompressor. Kältemittel können durch Lecks in die Umwelt gelangen, was die Lebensdauer entsprechender Anlagen begrenzt bzw. Wartung erforderlich macht, und – je nach verwendetem Kältemittel – Gefahren für Mensch und Umwelt bedeuten kann. Wie bei allen Entscheidungen zwischen hohen Fixkosten bei niedrigeren laufenden Kosten bzw. umgekehrt ist auch bei der Wahl zwischen Peltier-Elementen und Kompressorkühlung die Frage relevant, wie oft und wie lange das auszustattende System betrieben werden soll.
Mit Peltier-Elementen ist sowohl Kühlen als auch Heizen möglich. Damit kann eine Temperaturregelung von Bauteilen auch erreicht werden, wenn die Umgebungstemperatur oberhalb oder auch unterhalb der Solltemperatur liegt.
Ein Nachteil der Peltier-Elemente ist der niedrige Wirkungsgrad von ca. 1/10 des Carnot-Wirkungsgrades, der zu einer hohen elektrischen Leistungsaufnahme bei vergleichsweise geringer Kühlleistung bzw. Temperaturdifferenz führt. Ferner sind Elemente größer als 55 mm × 55 mm kaum erhältlich.
Peltier-Elemente sind bei höheren Temperaturen effizienter als bei niedrigeren. Kryogene Temperaturen können nur begrenzt erreicht werden, Luftverflüssigung ist mit handelsüblichen Peltier-Elementen nicht möglich, da Temperaturen deutlich unter −100 °C gegenwärtig nicht erreicht werden können. Es wird aber für Anwendungen in der Raumfahrt an Elementen gearbeitet, die bis 90 Kelvin am kalten Ende erreichen können.

## Verwendung

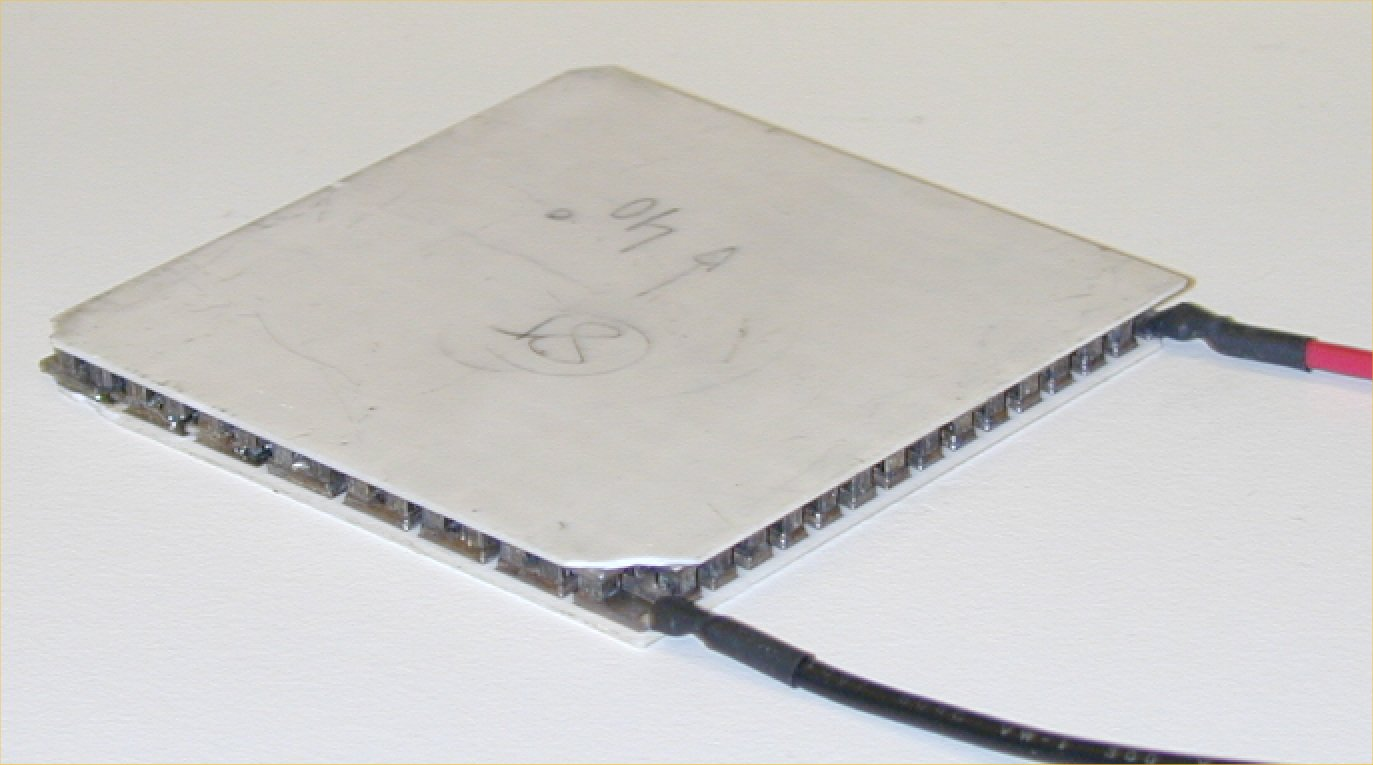
Handelsübliches Peltier-Element

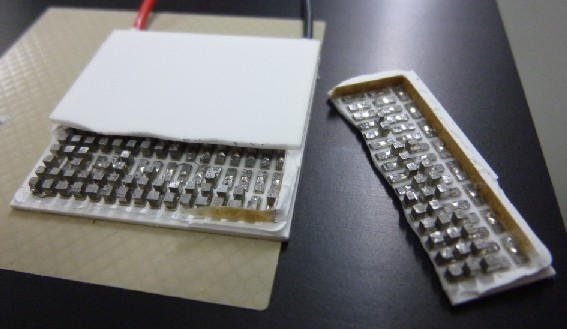
Aufgebrochenes Peltier-Element

Aufschlüsselung der Nummer, mit der viele Peltierelemente ausgezeichnet sind

Peltier-Elemente können überall dort eingesetzt werden, wo Kühlung mit geringem Temperaturunterschied oder ohne Anforderungen an die Wirtschaftlichkeit erforderlich ist. Peltier-Elemente werden beispielsweise in Kühlboxen eingesetzt, bei denen sich der Einsatz einer Kältemaschine aus Platzgründen verbietet oder nicht rentabel wäre, weil die benötigte Kühlleistung gering ist. Es wird lediglich ungeregelt eine Temperaturdifferenz zwischen innen und außen erzeugt. Die Effizienz ist gering.
Peltier-Elemente werden verwendet, um besonders langwellige oder empfindliche CCD-Sensoren zu kühlen. Dadurch verringert sich bei langen Belichtungszeiten (z. B. in der Astrofotografie) das Bildrauschen deutlich. Mehrstufige Peltier-Elemente werden zur Kühlung von Strahlungsempfängern in Infrarotsensoren verwendet.
Immer häufiger finden Peltier-Elemente auch in Labor-Messgeräten Anwendung, bei denen die Temperatur ein wesentlicher Parameter ist, wie beispielsweise in Dichtemessgeräten, Viskosimetern, Rheometern oder Refraktometern, daneben auch bei hochpräzisen Spannungsreferenzen und Voltmetern.
In Taupunktspiegelhygrometern kühlen üblicherweise ein oder mehrere hintereinandergeschaltete Peltier-Elemente den Spiegel auf bis zu −100 °C ab. Hier macht man sich zunutze, dass man die Kühlleistung von Peltier-Elementen schnell elektrisch regeln kann.
Diodenlaser werden oft mit Peltier-Elementen gekühlt und  die Temperatur konstant gehalten, um deren Emissionswellenlänge und/oder Wirkungsgrad konstant zu halten. Auch nachgeschaltete optische Elemente von Dioden- und anderen Lasern werden oft mit Peltier-Elementen thermostatiert.
Peltier-Elemente werden vereinzelt als Bestandteil von CPU-Kühlern eingesetzt. Das Peltier-Element erlaubt es hier, die CPU auf Temperaturen unterhalb der Gehäuseinnentemperatur abzukühlen, was entweder die Übertaktung der CPU ohne Einbußen an Stabilität erlaubt, oder aber die Lebensdauer des Prozessors erhöht. Das Element wird dabei am Boden eines Kühlkörpers mit Lüfter verbaut und vom Netzteil mit dem erforderlichen Strom versorgt. Bis dato haben sich solche Lösungen aber aufgrund ihres zusätzlichen Energieverbrauchs, die eingesetzte elektrische Energie wird als Abwärme in das Gehäuseinnere abgegeben, nicht durchgesetzt.
Photodioden, z. B. zum Auslesen von Szintillatoren, lassen sich aufgrund ihrer geringen Fläche mit Peltier-Elementen kühlen und so Rauschen und Dunkelstrom verringern.
In Diffusionsnebelkammern werden Peltier-Elemente verwendet, um die Temperaturdifferenz zwischen Boden und Deckel aufrechtzuerhalten.
Die in der Molekularbiologie heute zur Grundausstattung gehörenden Thermocycler verwenden Peltier-Elemente, um Proben schnell zu erwärmen und abzukühlen, was zum Beispiel bei der Polymerase-Kettenreaktion notwendig ist.
In kleinen Luftentfeuchtern werden zuweilen Peltier-Elemente eingesetzt. Hier strömt die feuchte Luft über das Kühlelement, durch die Abkühlung kondensiert das enthaltene Wasser, welches in einem Auffangbehälter gesammelt wird.
Aufgrund der geringen Größe, des geringen Gewichts und der Wartungsarmut bieten sich Peltierelemente als Energiewandler in Atombatterien (auch bekannt als „Radioisotop thermoelektrischer Generator“ (RTG)) an. Der oben erwähnte geringe Wirkungsgrad wird dabei hingenommen.